# Trecento

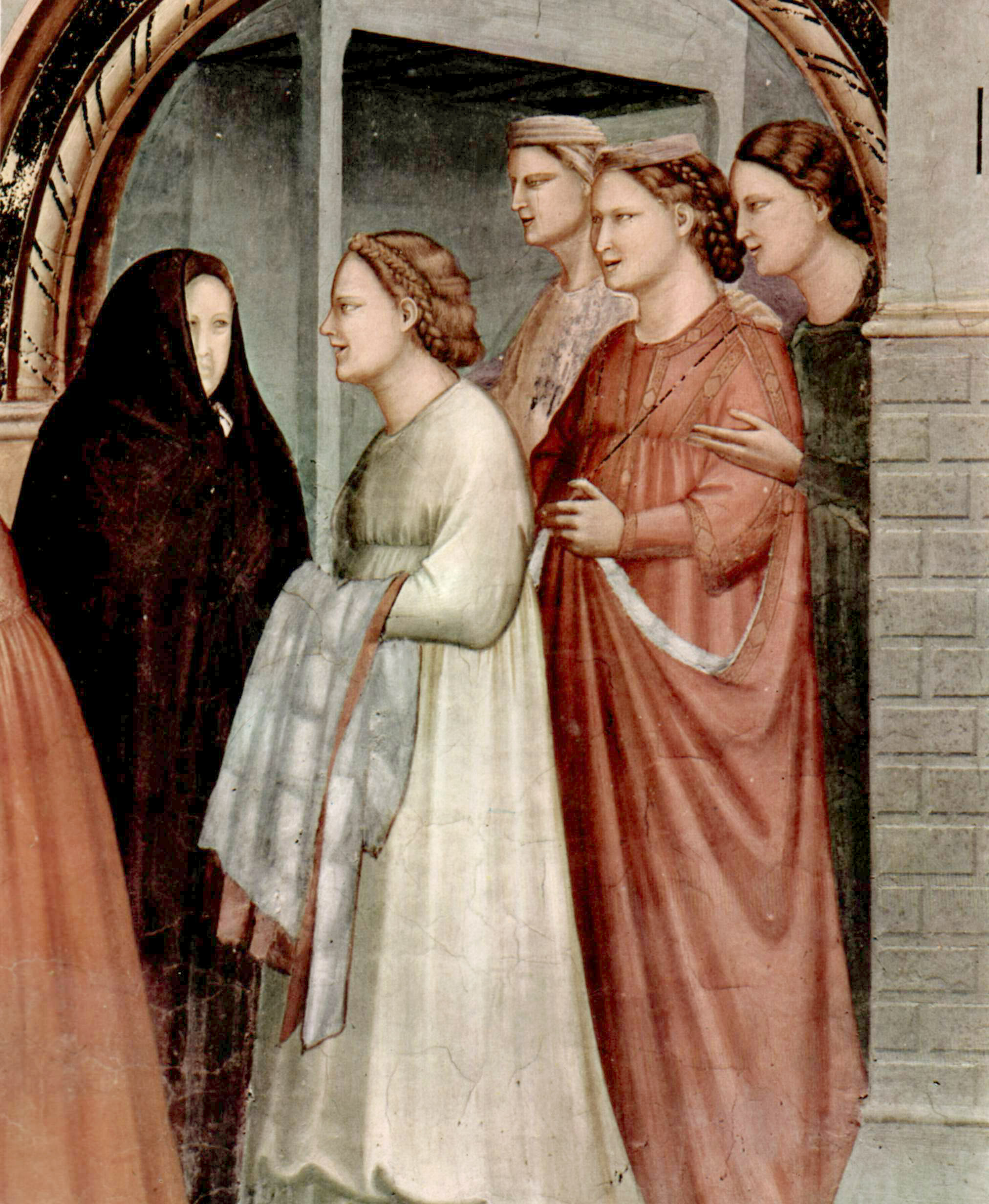
Výřez z cyklu fresek Giotta di Bondone v kapli Scrovegni v Padově (1304–1306) s typickým trecentovým dojmem prostorovosti

Italský výraz trecento ([treˈtʃɛnto], italsky dosl. tři sta) představuje obvykle v užším smyslu dějiny umění a literatury v období protorenesance a renesance v Itálii 14. století (tzn. od roku 1301 do roku 1399, ital. mille trecento, zkráceně trecento).
Mezi hudební, výtvarné a literární umělci tohoto období patří například malíř Giotto di Bondone, v hudbě Francesco Landini, Giovanni da Cascia, Jacopo da Bologna, Johannes Ciconia a další.